# Референдум про суверенітет Криму (1991)

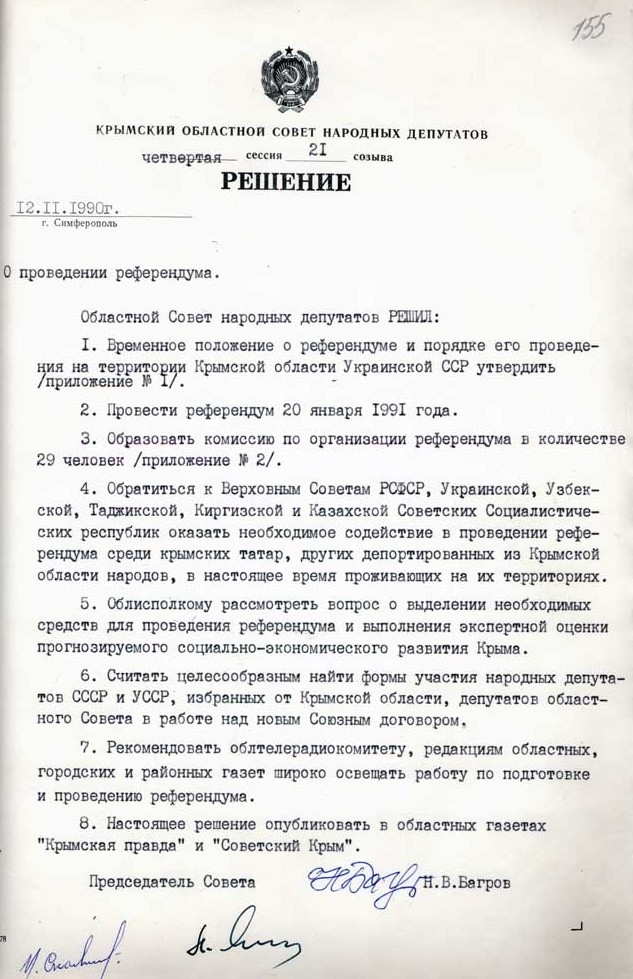
Рішення Кримської обласної ради про проведення референдуму від 12 листопада 1990 року за підписом М. В. Багрова

Референдум про суверенітет відбувся в Кримській області УРСР 20 січня 1991 року, за два місяці до Всесоюзного референдуму 1991 року.
Кримську АРСР було скасовано 1945 року. Під час референдуму виборців запитували, чи хочуть вони відновити Кримську АРСР. Пропозицію схвалили 94 % виборців.

## Передумови

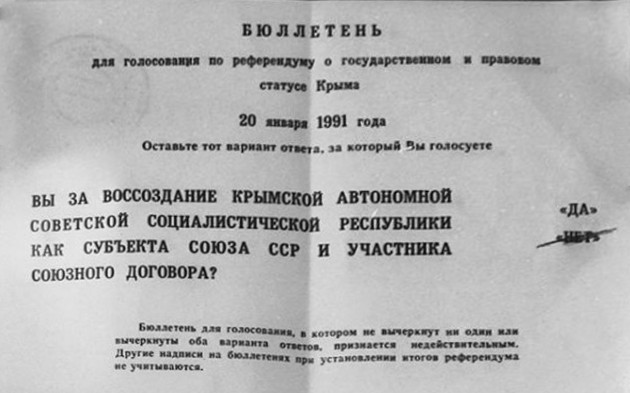
Бюлетень.

Кримську АРСР вперше створено 1921 року як частину Російської РРФСР. Під час Другої світової війни Крим окупувала нацистська Німеччина. 1944 року СРСР відвоював цей регіон. Кримських татар, вірмен, болгар та греків депортували до Середньої Азії з приводу нібито співпраці з німецькими окупантами. АРСР ліквідували, а Крим став областю. 5 лютого 1954 року Кримську область передано Українській РСР.
Ключова відмінність між областю та автономною республікою полягала в тому, що республіки були сторонами Договору про новий союз. Відповідно до тогочасних законів про вихід із СРСР, вони могли самостійно вирішувати, залишатися в межах Радянської Республіки, що виходить із Союзу, чи залишатися в СРСР.

## Результати
| Вибір                       | Голоси    | %     |
| --------------------------- | --------- | ----- |
| За                          | 1 343 825 | 94,30 |
| Проти                       | 81 254    | 5,70  |
| Недійсні/порожні бюлетені   | 15 910    | —     |
| Всього                      | 1 441 019 | 100   |
| Зареєстровано виборців/явка | 1 770 841 | 81,37 |
| Джерело: KIA News           |           |       |

## Наслідки
12 лютого 1991 року Верховна Рада УРСР прийняла закон «Про відновлення Кримської АРСР».